# Мужская сборная Американских Виргинских Островов по софтболу
Мужская национальная сборная Американских Виргинских Островов по софтболу — представляет Американские Виргинские Острова на международных софтбольных соревнованиях. Управляющей организацией выступает Федерация софтбола Американских Виргинских Островов (англ. United States Virgin Islands Softball Federation).

## Результаты выступлений

### Чемпионаты мира
| Год        | Победы         | Поражения      | Место          |
| ---------- | -------------- | -------------- | -------------- |
| 1966       | не участвовали | не участвовали | не участвовали |
| 1968       | 2              | 7              | 8              |
| 1972—1976  | не участвовали | не участвовали | не участвовали |
| 1980       | 2              | 4              | 10             |
| 1984—н. в. | не участвовали | не участвовали | не участвовали |

### Панамериканские игры
| Год        | Победы         | Поражения      | Место          |
| ---------- | -------------- | -------------- | -------------- |
| 1979       | 1              | 6              | 7              |
| 1983       | 2              | 7              | 9              |
| 1987       | 3              | 6              | 6              |
| 1991—н. в. | не участвовали | не участвовали | не участвовали |

### Панамериканские чемпионаты по софтболу
| Год        | Победы         | Поражения      | Место          |
| ---------- | -------------- | -------------- | -------------- |
| 1981—2002  | не участвовали | не участвовали | не участвовали |
| 2006       | 0              | 9              | 10             |
| 2012—н. в. | не участвовали | не участвовали | не участвовали |